# ニューヨーク・ニューヨーク (曲)
「ニューヨーク・ニューヨーク」（Theme from New York, New York）は、1977年に公開された映画『ニューヨーク・ニューヨーク』のために書かれた楽曲。劇中ではライザ・ミネリが歌唱した。作詞はフレッド・エブ、作曲はジョン・カンダー。

## 収録曲
A-SIDE
1. Theme from New York, New York [3:15]
(作詞：Fred Ebb / 作曲：John Kander / 編曲：Ralph Burns)

B-SIDE
1. Hazoy [2:37]
(作詞・作曲・編曲：Ralph Burns)

## クレジット
- Ralph Burns：Conductor
- Ralph Burns & His Orchestra：Orchestra

## フランク・シナトラによるカバー
1979年にフランク・シナトラがカバーし、シングルとしてリリースした。発売元はReprise Records。
競馬のベルモントステークスでは競走の前にこの曲を観客全員で歌うのが習慣となっている。
MLB、ニューヨーク・ヤンキースの本拠地であるヤンキー・スタジアムでは、1980年シーズンから試合終了後にこの楽曲を流している。なお、以前はヤンキース勝利時のみシナトラのバージョン、敗戦時はミネリのバージョンと分かれていた。しかし、この規則に納得がいかず、彼女がヤンキース側に抗議して以降は、勝敗に関係なくシナトラのバージョンが流されるようになった。
2012年から「キリン・一番搾り」のCMソング、およびキリンビール横浜工場の最寄り駅である京浜急行電鉄の生麦駅の接近メロディに起用されている。
なお、ミュージカル「オン・ザ・タウン（踊る大紐育）」のタイトル曲「ニューヨーク・ニューヨーク」（レナード・バーンスタイン作曲。映画版「踊る大紐育」ではシナトラがジーン・ケリーらと歌っている）とは全く別の歌である。

### 収録曲
A-SIDE
1. Theme from New York, New York
(作詞：Fred Ebb / 作曲：John Kander / 編曲：Don Costa / Chorus & Orchestra Arrangement：Don Costa)

B-SIDE
1. That's What God Looks Like To Me
(作詞・作曲：Lan O'Kun, Stan Irvin / 編曲：Don Costa / Chorus & Orchestra Arrangement：Don Costa)

#### 12inch
A-SIDE
1. Theme from New York, New York
2. That's What God Looks Like To Me

B-SIDE
1. My Kind Of Town
(作詞：Sammy Cahn / 作曲：Jimmy Van Heusen)
  - 1964年にシングルとしてリリース。
2. L.A. Is My Lady
Produced by Quincy Jones
(作詞・作曲：Alan and Marilyn Bergman, Quincy Jones, Peggy Lipton Jones)
  - 1984年にリリースされたアルバム『L.A. Is My Lady』収録曲。

### クレジット
Theme from New York, New York
- Don Costa：Conductor
- Vinnie Falcone：Conductor
- Mastered by Strawberry Mastering

That's What God Looks Like To Me
- Don Costa：Conductor
- Mastered by Strawberry Mastering

### タイアップ
- 映画『ニューヨークの恋人たち』挿入歌 (1981年)
- 映画『すてきな片想い』挿入歌 (1984年)
- 映画『スターマン/愛・宇宙はるかに』挿入歌 (1984年)
- 映画『サマー・オブ・サム』挿入歌 (1999年)
- 映画『ニューイヤーズ・イブ』挿入歌 (2011年)
- 映画『ダメ男に復讐する方法』挿入歌 (2014年)